# NGC 1088
NGC 1088 ist eine Linsenförmige Galaxie vom Hubble-Typ S0a im Sternbild Widder auf der Ekliptik. Sie ist schätzungsweise 325 Millionen Lichtjahre von der Milchstraße entfernt. Vom Sonnensystem aus entfernt sich das Objekt mit einer errechneten Radialgeschwindigkeit von näherungsweise 7.200 Kilometern pro Sekunde. Gemeinsam mit PGC 1503207 (auch NGC 1088B) bildet sie ein Galaxienpaar.
Im selben Himmelsareal befinden sich unter anderem die Galaxien IC 255, PGC 10456, PGC 10562, PGC 89926.
Das Objekt wurde am 25. Oktober 1786 von Wilhelm Herschel entdeckt.